# Dane Lett
Pour les articles homonymes, voir Lett.
Dane Lett est un joueur de hockey sur gazon néo-zélandais évoluant au poste de défenseur au Central Falcons et avec l'équipe nationale néo-zélandaise.

## Biographie
Dane est né le 29 août 1990 à Carterton,.

## Carrière
Il a été appelé en équipe nationale première en 2020 pour concourir aux Jeux olympiques d'été à Tokyo, au Japon.

## Palmarès
- : 2e aux Jeux du Commonwealth en 2018
- : 2e à la Coupe d'Océanie en 2019